# RNS-vírus

Nipah-vírus

Az RNS-vírus olyan vírus, melynek fehérjeburka RNS-t (ribonukleinsavat) vesz körül. A nukleinsav általában egyszálú (ssRNS), de ismerünk kétszálúakat (dsRNS) is. A Vírustaxonómiai Nemzetközi Bizottság az RNS-vírusokat a III., IV., és V. csoportba osztja.
Fontosabb RNS-vírusok a koronavírusok, az influenza, HIV és a hepatitis C.

## Szaporodás
Az RNS-vírusok örökítőanyaga nem a tipikus örökítőanyag, a DNS, hanem az RNS. A vírus a fertőzött sejttel a saját RNS-e alapján DNS mintát készíttet, és arról képződnek az új vírus RNS-ei. Az AIDS vírusa is RNS-vírus.

## Osztályozás

### III. csoport - dsRNS-vírusok
- Birnaviridae
- Chrysoviridae
- Cystoviridae
- Hypoviridae
- Partitiviridae
- Reoviridae
- Totivirdae

## Külső hivatkozások
- RNA vírusok
- A vírusok rendszere